# Dasyhelea oribates
Dasyhelea oribates är en tvåvingeart som beskrevs av John William Scott Macfie 1932. Dasyhelea oribates ingår i släktet Dasyhelea och familjen svidknott. Inga underarter finns listade i Catalogue of Life.